# Alcobaça (Portugal)
Alcobaça [aɫkuˈbasɐ] ist eine Stadt in Portugal mit 5699 Einwohnern (Stand 30. Juni 2011). Sie liegt in der Unterregion Oeste und gehört zur historischen Provinz Estremadura (administrativ nunmehr Região Centro).

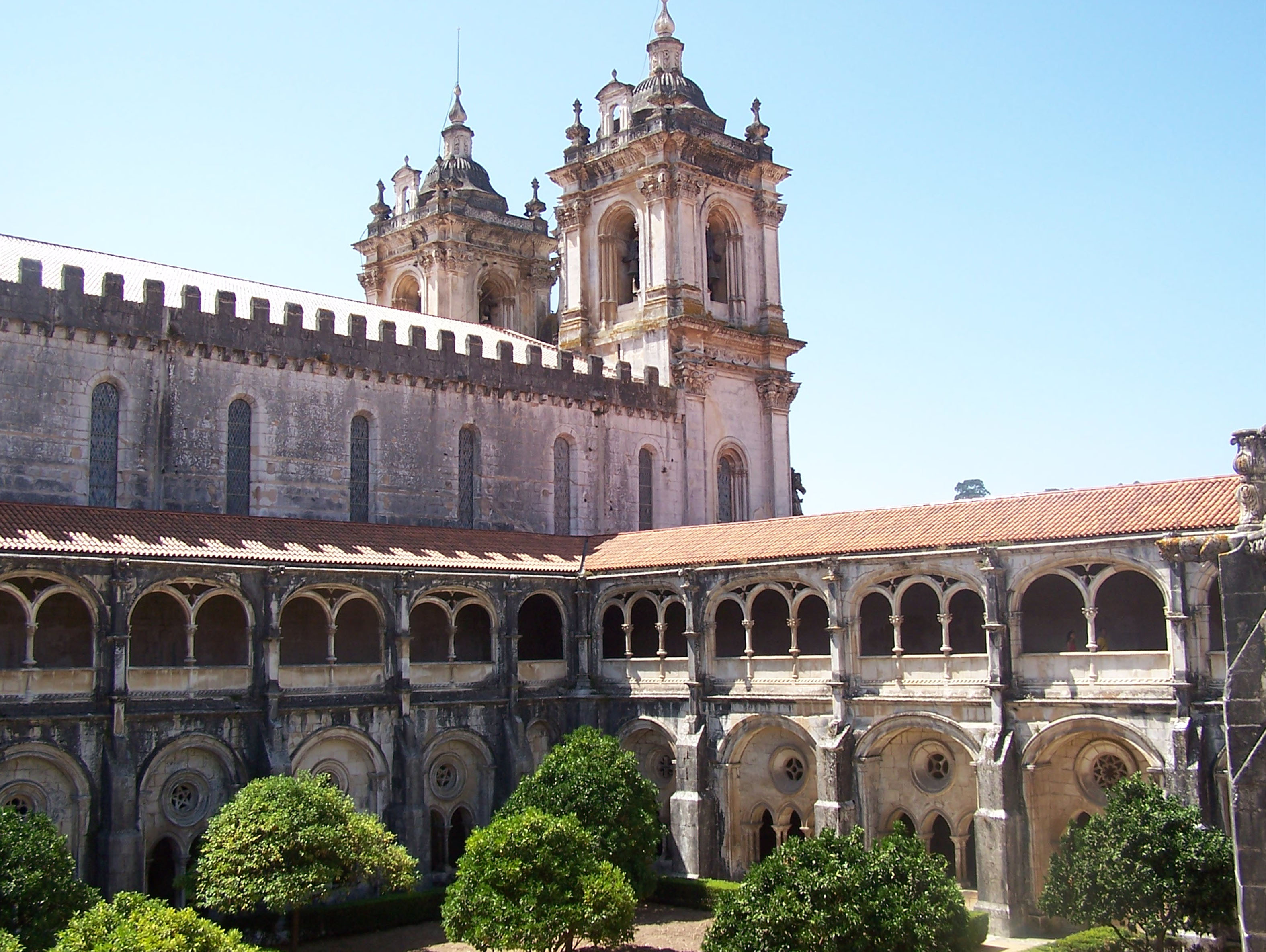
Klosterkirche und Kreuzgang

Obgleich etwa 10 km entfernt vom Atlantik liegend, durchfließt der Fluss Alcoa die Stadt nur in Höhe von wenigen Metern über dem Meeresspiegel, noch im frühen Mittelalter reichte das Meer als Lagune von Pederneira bis zu den Toren Alcobaças bei Fervenca. Die Stadt hat eine Fläche von 3,1 km². Alcobaça ist Sitz des gleichnamigen Kreises (Município de Alcobaça) mit 54.965 Einwohnern und einer Fläche von 408,1 km², die sich zwischen dem Atlantik und dem bis zu 613 m hohen Gebirge Serra de Candeeiros erstreckt. Dieses Gebiet entspricht zusammen mit dem von ihm umschlossenen Nachbarkreis Nazaré (mit 82,4 km²) sowie Teilen des südlich angrenzenden Kreises Caldas da Rainha der historischen Schenkung des ersten Königs Portugals Afonso Henriques an den Zisterzienser-Abt Bernhard von Clairvaux im Jahre 1153, aus der die Königliche Abtei von Alcobaça mit den Coutos de Alcobaça als ihrem weltlichen Herrschaftsgebiet entstanden sind.
Alcobaça erhielt das moderne Stadtrecht (als Cidade) im Jahre 1995. Die Altstadt wird durch das Kloster (Mosteiro de Alcobaça), das 1989 in die Liste der UNESCO als Weltkulturerbe aufgenommen wurde, und ein Kastell geprägt. Sie wurde in den Jahren 2004–2007 vollkommen zu einer verkehrsbeschränkten Zone umgestaltet, wobei auch der Klostervorplatz nach historischen Vorlagen neu angelegt wurde. An der Straße nach Aljubarrota liegt das Nationale Weinmuseum (1968).

## Geschichte

### Etymologie
Die Herkunft des Namens ist strittig. In römischer Zeit trug die Siedlung wahrscheinlich den Namen Helcobatiae, der nach Eroberung durch die Mauren in Al-cobaxa geändert worden sein soll. Eine Meinung leitet nun die Namen der in Alcobaça zusammentreffenden Flüsse Alcoa und Baça von Al-cobaxa ab, während die andere die Flüsse für den Namensgeber hält.

### Früh- und Römerzeit
In der Gegend von Alcobaça  finden sich bereits Nachweise einer Besiedlung in der Bronzezeit. Zur römischen Zeit trug die Siedlung den Namen Helcobatiae und gehörte der Provinz Hispania Ulterior, nach der Reform des Kaisers Augustus der Provinz Lusitania an, dort der Unterprovinz Scalabis, dem heutigen Santarém. Das Gebiet von Alcobaça wurde von einer Römerstraße durchzogen, die die dort unter anderem liegenden römischen Städte Colipo (São Sebastião do Freixo bei Leiria), Araducta (wahrscheinlich das heutige Alfeizerão) und Eburobritium (bei Óbidos) verband.

### Kloster von Alcobaça

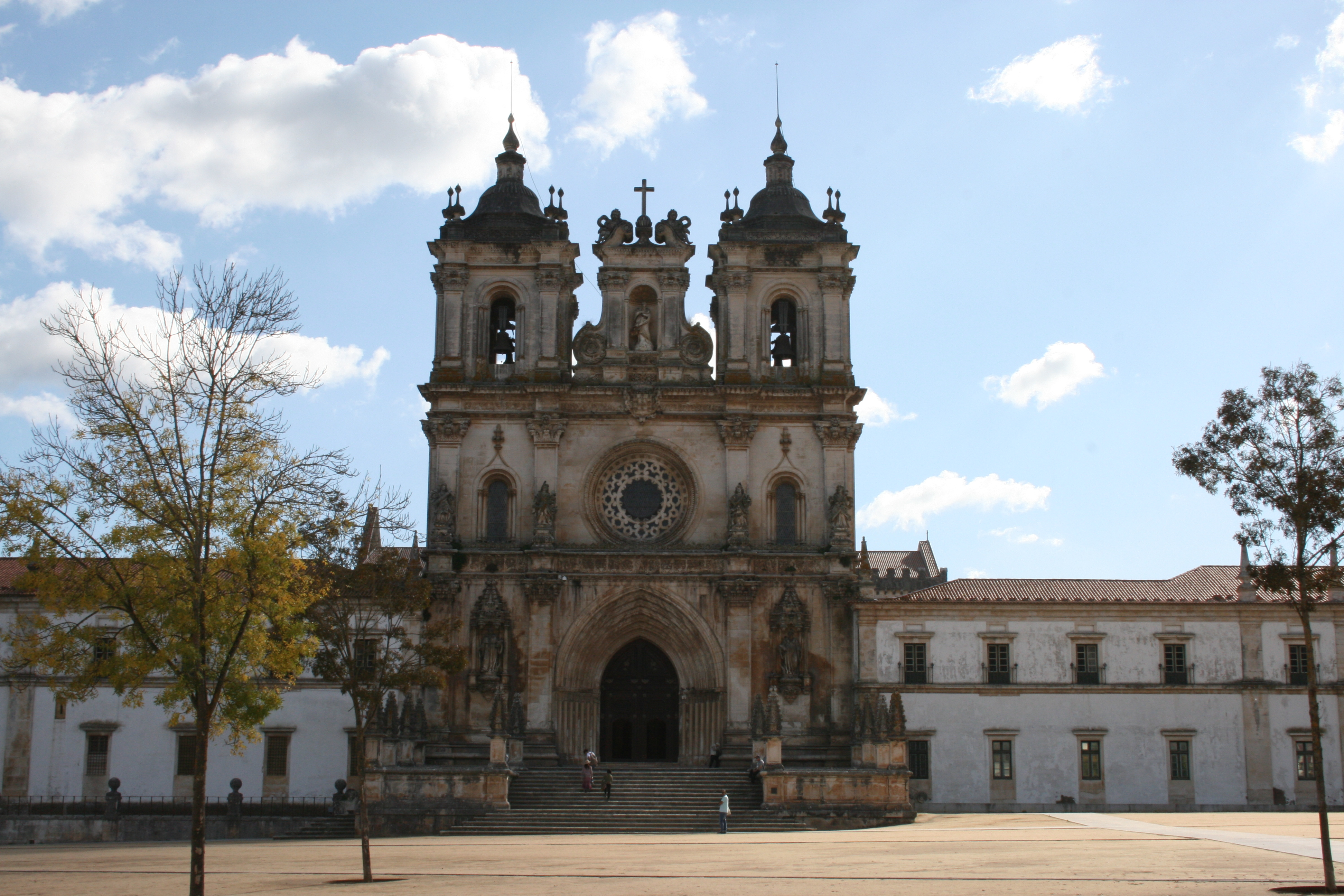
Kloster von Alcobaça in der Vorderansicht

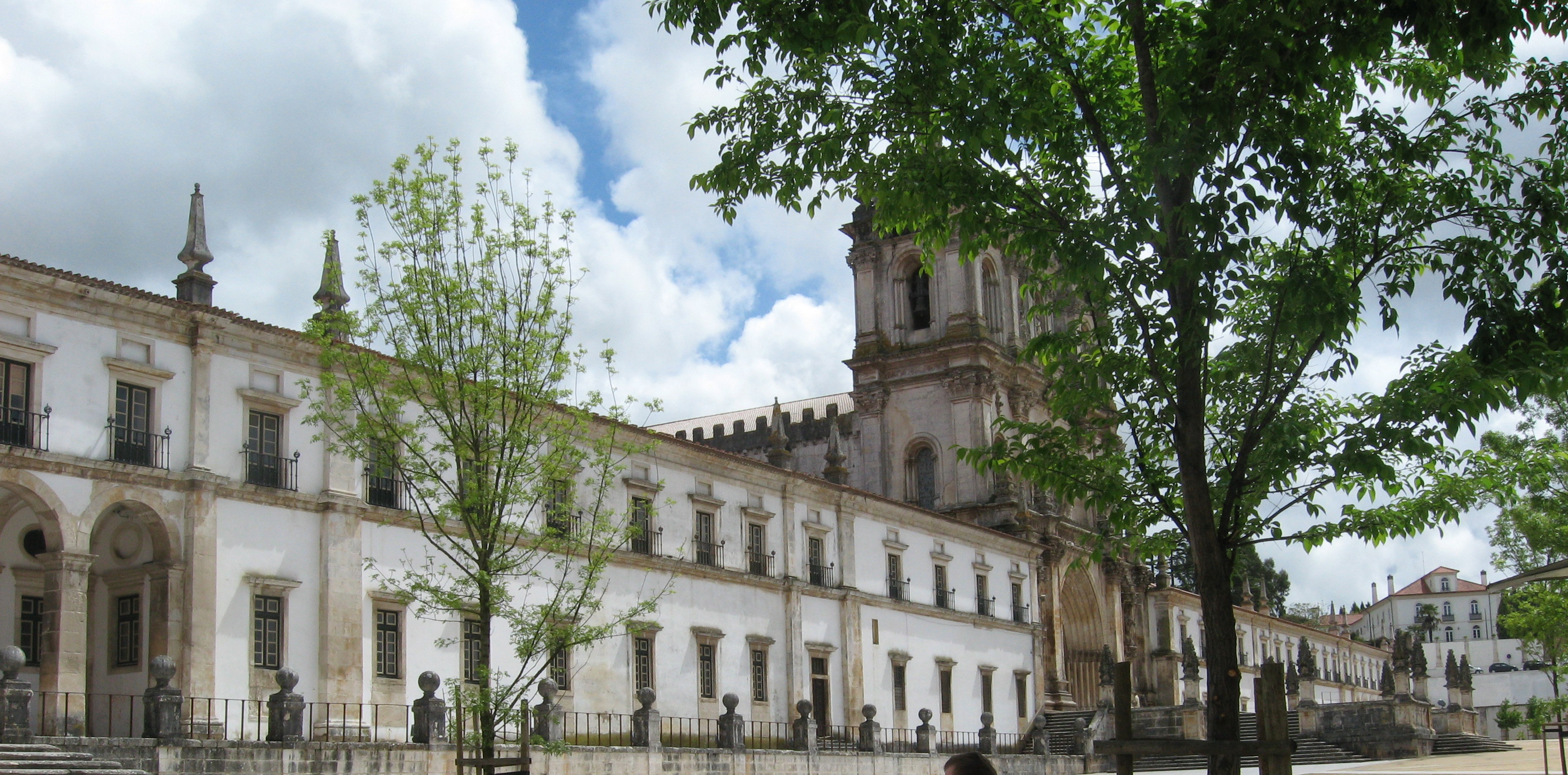
Abtei von Alcobaça

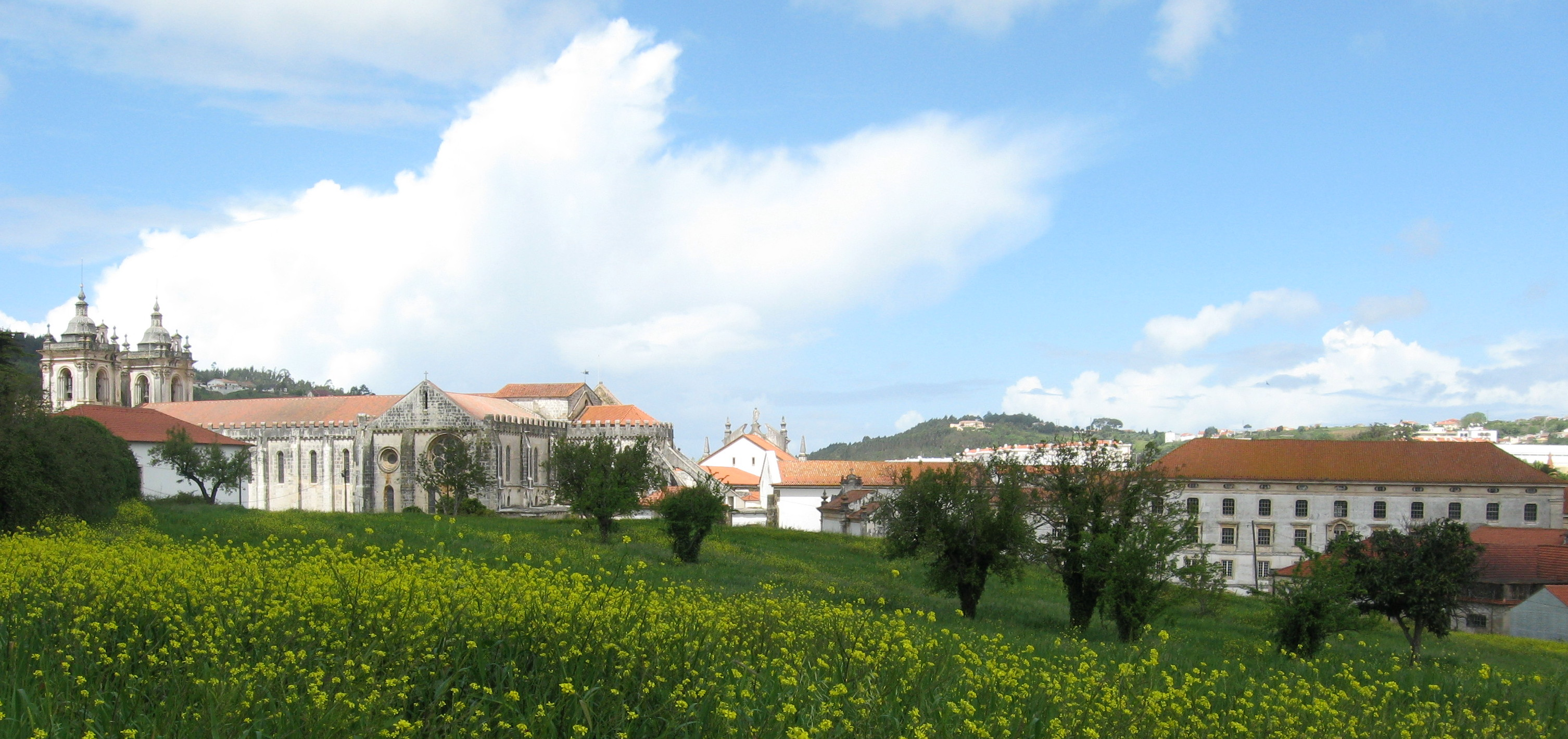
Südseite der Abtei

In Alcobaça liegt mit dem Mosteiro de Alcobaça eines der größten, berühmtesten und ältesten Klöster des Landes (Weltkulturerbe). Es war Sitz der Real Abadia de Alcobaça (Königliche Abtei von Alcobaça), die ab 1567 auch als Autonome Kongregation der Zisterzienser des Heiligen Bernhards von Alcobaça allen portugiesischen Zisterzienserklöstern vorstand. Die Anlage geht auf das Jahr 1153 zurück, als Portugals erster König Afonso Henriques dem Orden der Zisterzienser das etwa 500 km² große spätere Klostergebiet, das aus der Hand der Mauren gewonnen worden war, schenkte. Bernhard von Clairvaux (1090–1153), Abt des Hauptklosters der Zisterzienser in Clairvaux und einer der einflussreichsten Kleriker seiner Zeit hatte ihm bei seinen Auseinandersetzungen mit Alfonso VII. von Leao und Kastilien wegen der einseitig erklärten Unabhängigkeit Portugals und der Selbstkrönung von Alfonso Henriques zum König von Portugal im Jahre 1139 vermutlich die Unterstützung des Papstes verschafft, zumal von 1145 bis 1153 mit Eugen III. erstmals ein Zisterzienser auf dem Papstthron saß. Die päpstliche Bulle zur Anerkennung Portugals, nunmehr von Alexander III. erlassen, ließ aber bis 1179 auf sich warten.
Mit dem Bau des Klosters wurde 1178 begonnen und im Jahre 1240 mit seinem ersten Abschnitt (Kirche und erster Kreuzgang) beendet. Infolge des anfänglich insbesondere aus Burgund erfolgenden starken Zustroms von Ordensbrüdern wurde die Anlage ständig erweitert, so unter anderem mit drei weiteren Kreuzgängen (wovon, neben dem ersten von 1178, noch zwei erhalten sind). Noch im Jahre 1755 wurde die Bibliothek erstellt, seiner Zeit eine der größten Portugals, bevor 1834, nachdem im Vorjahr die Mönche das Kloster bereits verlassen hatten, aufgrund staatlicher Anordnung Alcobaça wie alle anderen Klöster in Portugal schließen musste.

### Burg von Alcobaça

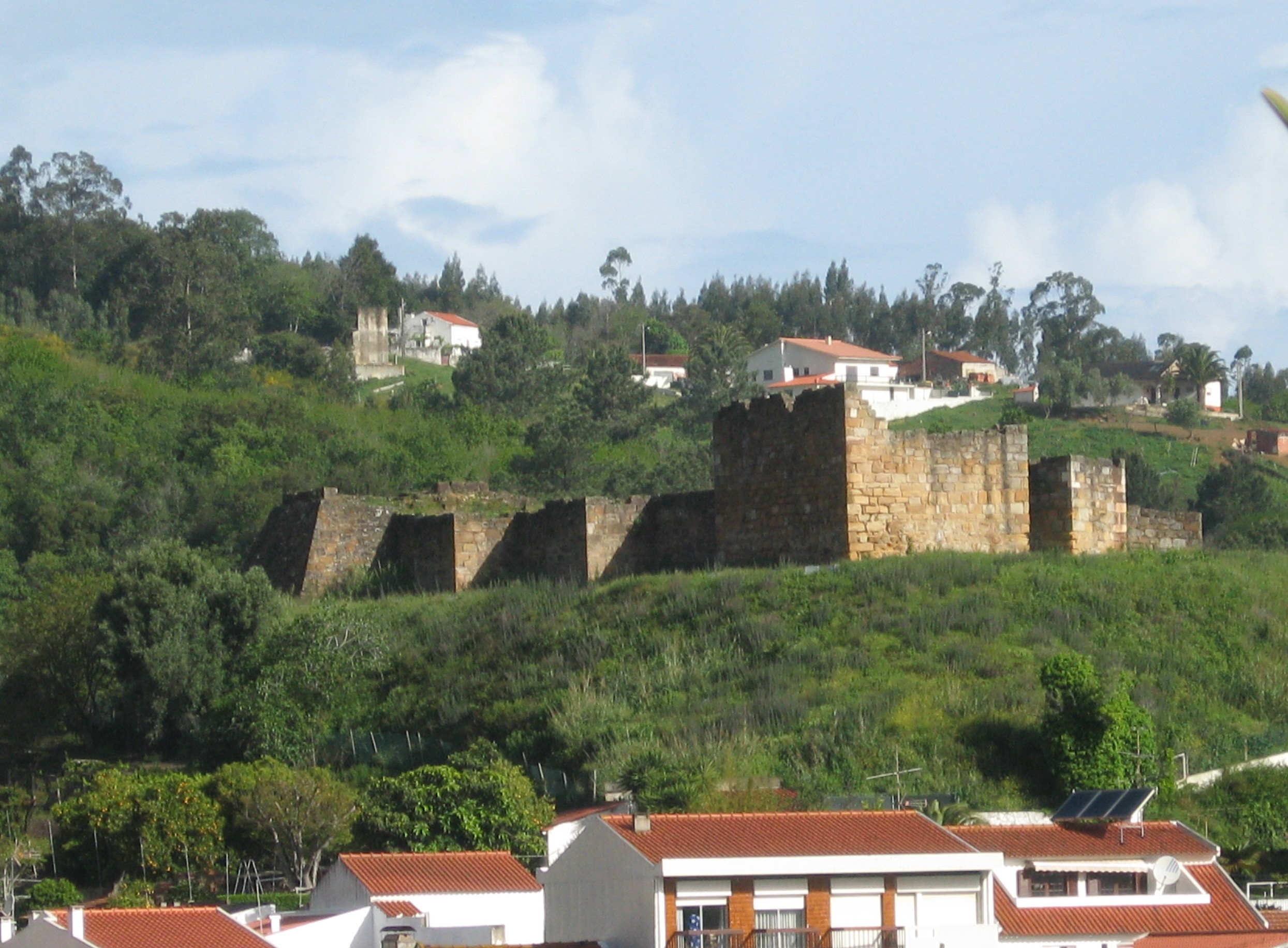
Castelo de Alcobaça

Westlich und 70 Meter oberhalb des Klosters befinden sich die Ruinen des Castelo de Alcobaça, einer Burganlage maurischen, nach anderer Meinung bereits wisigotischen (westgotischen) Ursprungs. Den Mauren hatte sie zusammen mit den Burgen von Leiria, Santarem und Alfeizeirão wahrscheinlich als Frontlinie zwischen den Flüssen Tejo und Mondego gedient. Sie wurde im 12. Jahrhundert bei der Reconquista stark zerstört, sodass sie von König Afonso Henriques ab 1147 und vor allem von seinem Nachfolger König Sancho I. (1154–1211) wieder neu aufgebaut wurde. In der Folgezeit diente sie vor allem dem Schutz der Mönche vor den immer wieder einfallenden Mauren, wie in den Jahren 1184 und 1195, als das im Bau befindliche Kloster stark zerstört wurde. 1422 wurde das Castelo bei einem Erdbeben schwer beschädigt, jedoch wiedererrichtet. Bei dem Erdbeben von Lissabon im Jahre 1755 wurde es erneut stark beschädigt. 1838 ordnete Königin Maria II. (Portugal) an, das Kastell zu schleifen und der Landkreis begann damit, die Steine zu verkaufen, die in vielen Zivilgebäuden dieser Zeit Verwendung fanden. Die Außenmauern wurden 1952/53 teilweise wiederhergestellt.

### Kirchen
Etwa 400 Meter nördlich auf der anderen Seite des Flusses Alcoa liegt die Kirche Nossa Senhora da Conceição, die auf das im Jahre 1153 errichtete provisorische Kloster, der Abadia Velha, zurückgeht. Eine dem Kloster unmittelbar gegenüberliegende 1648 errichtete Kirche,Igreja Nova, die als Pfarrkirche von Alcobaça diente, wurde 1915 eingerissen, um einem beabsichtigten neuen Museum mit Theater Platz zu machen. Hierzu kam es jedoch nicht, stattdessen wurde dort das Postgebäude mit Telegrafenamt errichtet. Vor der Pfarrkirche stand auch ein Schandpfahl (Pelourinho), das Zeichen der Jurisdiktion der Abtei, der ebenfalls abgerissen wurde.

### Coutos de Alcobaça
Vom Kloster in Alcobaça aus wurde das ihm gestiftete Land in den folgenden Jahrhunderten urbar gemacht und besiedelt. So gingen die meisten anderen Ortschaften des Landkreises aus von den Mönchen gegründeten Meierhöfen hervor, wovon heute noch Kirchen und Schandpfähle (pelourinhos, Arme-Sünder-Säulen) zeugen. Auf diese Weise entstand das weltliche Herrschaftsgebiet der Abtei, die Coutos de Alcobaça, wozu neben Alcobaça weitere 13 Städte gehörten. Die Mönche betrieben neben dem Weinbau noch Nuss- und Olivenanbau, später auch Obstanbau, wofür Alcobaça noch heute bekannt ist, und in den landeinwärts liegenden Lagunen Salinen zur Salzgewinnung. In Alfeizerão, heute im Binnenland knapp 5 km von der Lagune von São Martinho do Porto entfernt gelegen, sowie in Pederneira, heute ein Teil Nazarés, und Paredes da Vitória besaß das Kloster bereits im Mittelalter eigene Häfen.

## Verwaltung

### Kreis

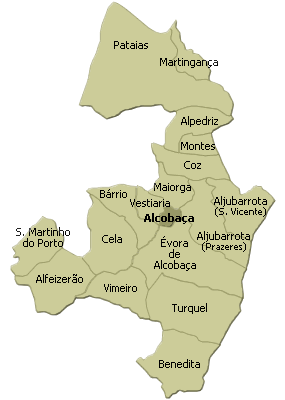
Die Freguesias von Alcobaça

Alcobaça ist Sitz des gleichnamigen Kreises, dem Kommunale Selbstverwaltung in Município de Alcobaça. Der Kreis (Concelho) von Alcobaça gehört zum Distrikt Leiria. Am 19. April 2021 hatte der Kreis 54.965 Einwohner auf einer Fläche von 408,1 km². Alcobaça ist zudem Sitz eines erstinstanzlichen Gerichts.
Die Nachbarkreise sind im Norden Marinha Grande, im Osten Leiria, Porto de Mós, Santarém und Rio Maior, Südosten Caldas da Rainha und im Westen umschließt Alcobaça Nazaré und grenzt beidseitig an den Atlantik an.
Mit der Gebietsreform im September 2013 wurden mehrere Gemeinden zu neuen Gemeinden zusammengefasst, sodass sich die Zahl der Gemeinden von zuvor 19 auf 13 verringerte.
Die folgenden Gemeinden (Freguesias) liegen in diesem Kreis:

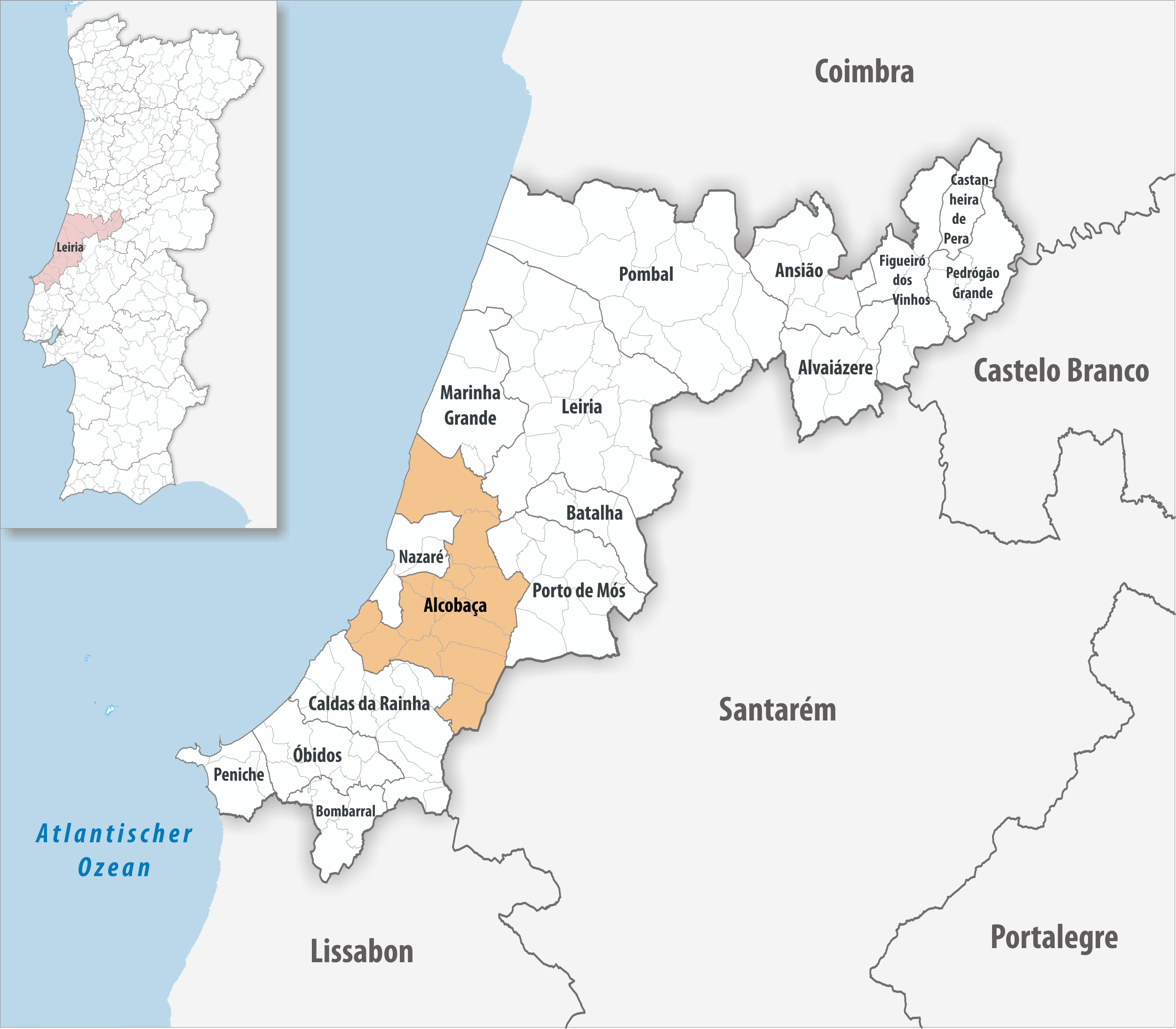
Kreis Alcobaça

| Gemeinde               | Einwohner (2021) | Fläche km² | Dichte Einw./km² | LAU- Code |
| ---------------------- | ---------------- | ---------- | ---------------- | --------- |
| Alcobaça e Vestiaria   | 7.243            | 9,81       | 739              | 100121    |
| Alfeizerão             | 3.669            | 27,99      | 131              | 100102    |
| Aljubarrota            | 6.243            | 47,94      | 130              | 100120    |
| Bárrio                 | 1.411            | 15,01      | 94               | 100104    |
| Benedita               | 8.480            | 29,18      | 291              | 100105    |
| Cela                   | 3.075            | 25,83      | 119              | 100106    |
| Coz, Alpedriz e Montes | 2.826            | 37,47      | 75               | 100122    |
| Évora de Alcobaça      | 4.141            | 42,42      | 98               | 100108    |
| Maiorga                | 1.846            | 10,04      | 184              | 100109    |
| Pataias e Martingança  | 6.729            | 87,08      | 77               | 100123    |
| São Martinho do Porto  | 3.111            | 14,64      | 213              | 100112    |
| Turquel                | 4.438            | 40,57      | 109              | 100114    |
| Vimeiro                | 1.753            | 20,17      | 87               | 100116    |
| Kreis Alcobaça         | 54.965           | 408,15     | 135              | 1001      |

### Bevölkerungsentwicklung
| Einwohnerzahl im Kreis (1801–2011) | Einwohnerzahl im Kreis (1801–2011) | Einwohnerzahl im Kreis (1801–2011) | Einwohnerzahl im Kreis (1801–2011) | Einwohnerzahl im Kreis (1801–2011) | Einwohnerzahl im Kreis (1801–2011) | Einwohnerzahl im Kreis (1801–2011) | Einwohnerzahl im Kreis (1801–2011) | Einwohnerzahl im Kreis (1801–2011) |
| ---------------------------------- | ---------------------------------- | ---------------------------------- | ---------------------------------- | ---------------------------------- | ---------------------------------- | ---------------------------------- | ---------------------------------- | ---------------------------------- |
| 1801                               | 1849                               | 1900                               | 1930                               | 1960                               | 1981                               | 1991                               | 2001                               | 2011                               |
| 4.630                              | 14.711                             | 28.969                             | 38.462                             | 50.027                             | 52.347                             | 54.382                             | 55.376                             | 56.569                             |

### Kommunaler Feiertag
- 20. August

### Städtepartnerschaften
- Frankreich: Aubergenville
- Vereinigte Staaten: Chicopee (Massachusetts)
- Angola: Cacuaco[5]

## Wirtschaft
Alcobaça und die Region sind bekannt für den Obstbau und für seine keramische und Glasproduktion, die indessen seit Ende des vergangenen Jahrhunderts einen starken Niedergang verzeichnet. Bedeutung hat der Fremdenverkehr neben der Stadt Alcobaça vor allem für die zum Atlantik hin gelegenen Teile des Kreises.

## Umgebung
Seit Beginn des neuen Jahrhunderts hat sich der Kreis Alcobaça auch den Beinamen Terra da Paixão zugelegt, was heißt Land der Leidenschaft oder auch der Passion. Dies geschah wohl in Anspielung auf die Liebesgeschichte zwischen König Pedro I. und Inês de Castro, die beide in im Querhaus der Abteikirche des Klosters von Alcobaça sich gegenüberstehenden Sarkophagen ruhen und auf ihre Wiederauferstehung am Jüngsten Tag warten, um sich als Erstes in ihre Augen zu sehen. Tatsächlich wird der Landstrich seit Jahrhunderten aber auch durch eine leidenschaftliche Marienverehrung geprägt. Innerhalb eines weniger als 35 km langen sich vom Atlantik östlich erstreckenden Korridors liegen vier bedeutsame der Heiligen Maria gewidmete Stätten. Nur 18 km nördlich von Alcobaça liegt mit dem Mosteiro da Batalha ein weiteres bedeutsames Marienkloster der Dominikaner, das König João I. nach der siegreichen Schlacht von Aljubarrota von 1385, die nach dem nur 6 km von Alcobaça entfernt liegenden gleichnamigen Städtchen Aljubarrota benannt ist, zum Dank an die Hl. Maria stiftete, da Portugal damit den Griff Kastiliens nach der portugiesischen Krone erfolgreich abwehren konnte.
In Aljubarrota zeugt von der dortigen Schlacht auch noch ein Denkmal einer Bäckerin mit einer Brotschaufel, mit der sie der Legende nach sieben spanische Soldaten erschlagen haben soll.
14 km östlich von Batalha liegt der Wallfahrtsort Fátima, in dem im Jahre 1917 ein halbes Jahr lang Marienerscheinungen stattgefunden haben sollen. Nach Fátima pilgern seither Millionen von Menschen, darunter zwei Päpste, Papst Johannes Paul II. sogar dreimal. Die Kugel, die bei dem Attentat vom 13. Mai 1981 in seinen Unterleib gedrungen war, wurde in eine Krone gefasst, die die Statue der Madonna von Fátima nunmehr trägt.
10 km westlich von Alcobaça liegt der Fischereihafen und Touristenort Nazaré, in dessen Ortsteil Sítio sich 110 m hoch über dem Meer auf einem Felsvorsprung die über Jahrhunderte bis zu Beginn des 20. Jahrhunderts bedeutendste portugiesische Wallfahrtsstätte O Santuário de Nossa Senhora da Nazaré (Heiligtum unserer Lieben Frau von Nazareth) befindet. Die Kirche stammt in ihrer jetzigen Form aus dem 17. Jahrhundert, geht aber auf eine Kirche aus dem 14. Jahrhundert und auf eine Kapelle aus dem 12./13. Jahrhundert zurück. In ihrem über eine Bühne auch für Gläubige zugänglichen Hauptaltar ist die angeblich älteste Marienstatue des Abendlandes aufbewahrt, A Sagrada Imagem de Nossa Senhora da Nazaré (Das Heilige Abbild Unsere Lieben Frau von Nazareth).

## Söhne und Töchter der Stadt
- António Brandão (1584–1637), Zisterziensermönch und Historiker
- António Brandão (1620–1681), Erzbischof von Goa
- Eugénio dos Santos (1711–1760), Militäringenieur und Architekt, insbesondere im Wiederaufbau nach dem Erdbeben 1755, darunter die Lissabonner Unterstadt
- Fortunato de São Boaventura (1777–1844), Erzbischof von Évora
- José Eduardo Raposo de Magalhães (1844–1942), Ingenieur
- Manuel Vieira Natividade (1860–1918), Archäologe
- Virgínia Vitorino (1895–1967), Lyrikerin und Dramatikerin
- Gonçalo Byrne (* 1941), Architekt
- João Lourenço (* 1942), Fußballspieler
- Alberto Bernardes Costa (* 1947), Jurist und sozialistischer Politiker, mehrmaliger Minister
- José Augusto Traquina Maria (* 1954), römisch-katholischer Geistlicher und Bischof von Santarém
- Valdemar José Correia Barbosa Rodrigues (* 1965), Umweltwissenschaftler, Hochschullehrer und Schriftsteller
- John Gonçalves (* 1974), Musiker, Bassist und Keyboarder der Band The Gift
- Miguel Ribeiro (* 1975), Musiker, Gitarrist und Gründungsmitglied der Band The Gift
- Sónia Tavares (* 1977), Musikerin, Sängerin der Bands The Gift und Hoje
- Bruno Pires (* 1981), Radrennfahrer

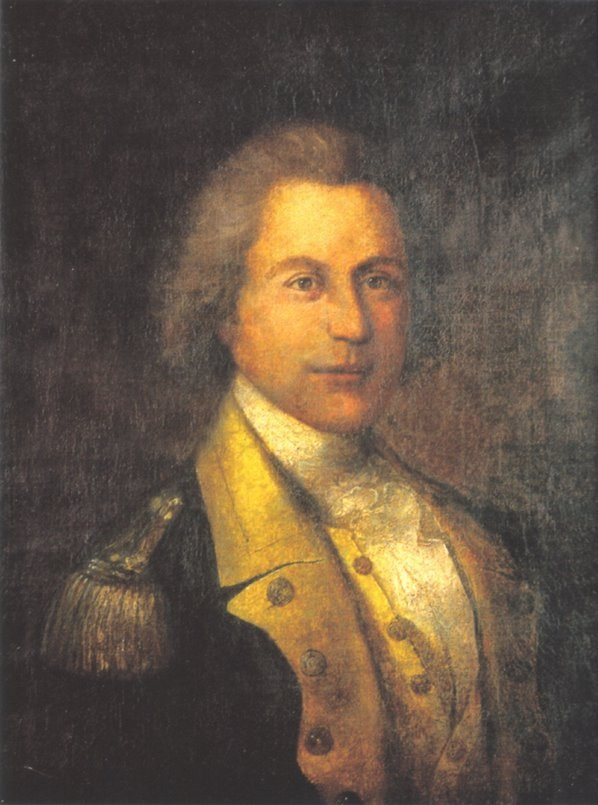
Eugénio dos Santos
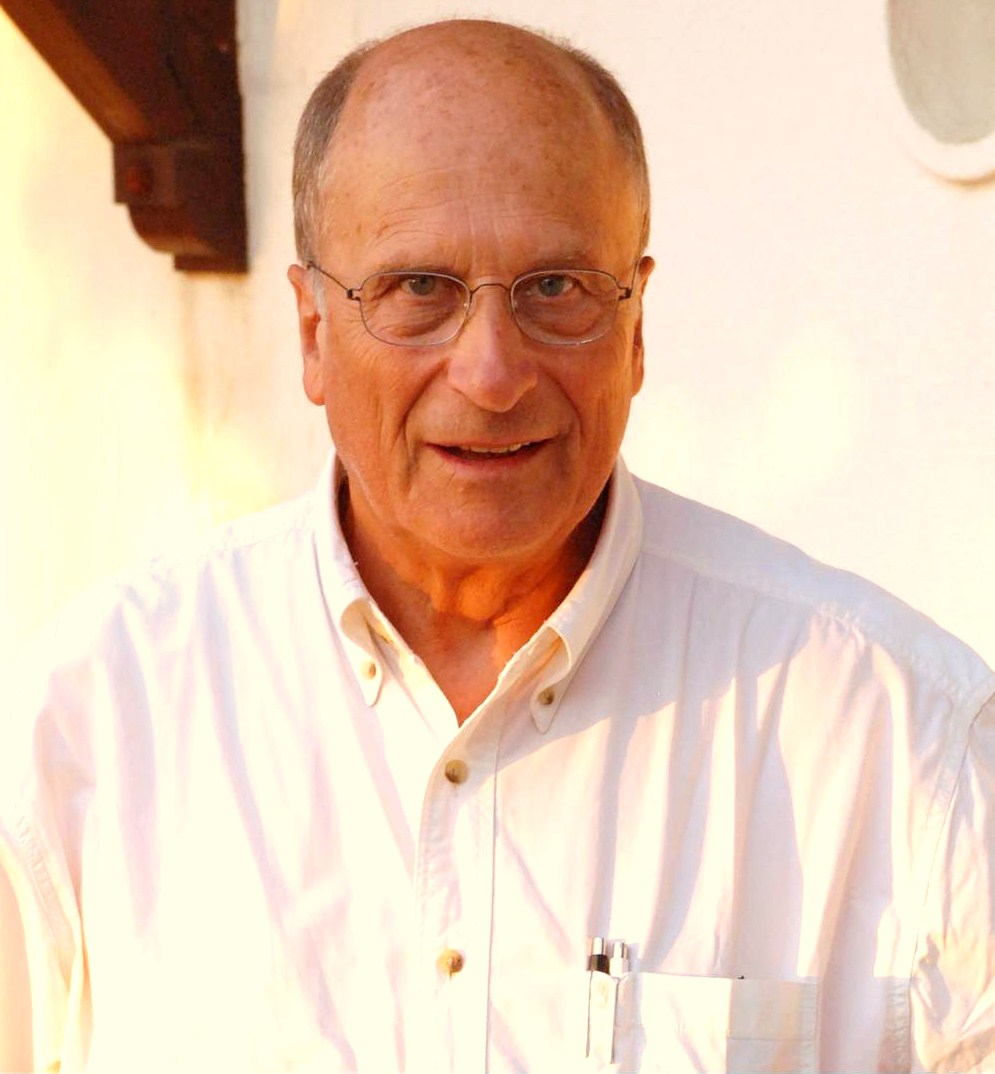
Goncalo Byrne
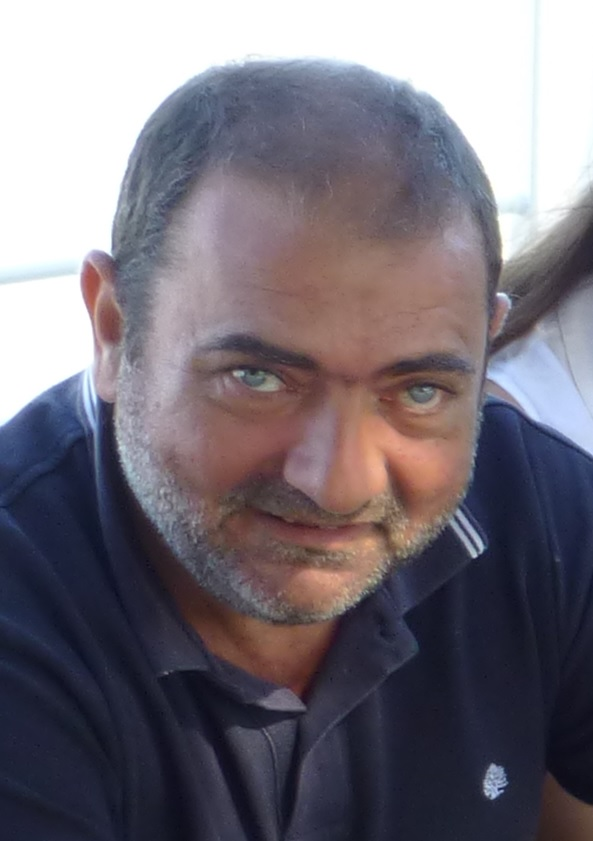
Valdemar José C. B. Rodrigues
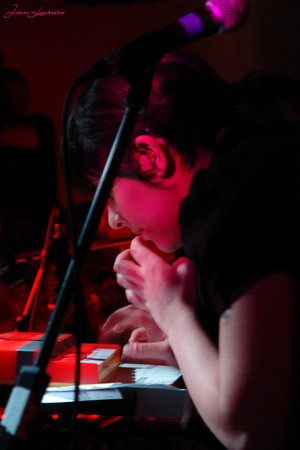
Sónia Tavares bei einem Auftritt mit The Gift
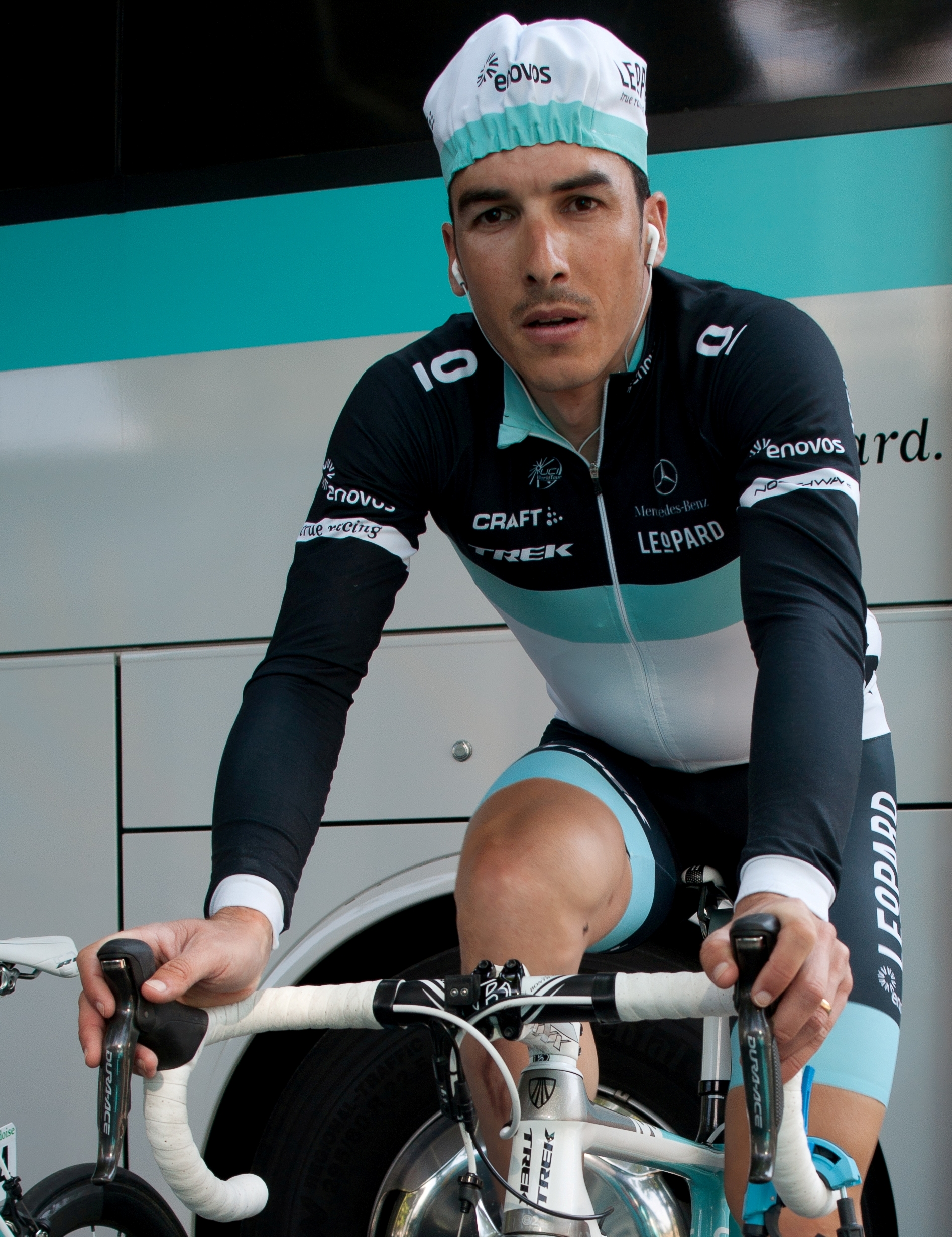
Bruno Pires vor dem Prolog der Tour de Romandie 2011